# Алехандра Онієва
Алехандра Онієва (ісп. Alejandra Onieva; нар. 1 червня 1992, Мадрид, Іспанія) —  іспанська кіноакторка та модель. Відома головним чином своїми ролями Соледад Кастро Монтенегро в «Таємниці Пуенте Вієхо» та Кароліни Вільянуева у телесеріалі «Відкрите море».

## Біографія
Народилася 1 червня 1992 року в Мадриді. Навчалася в школах інтерактивного дослідження та інтерпретації  Estudio Interactivo та Cuarta Pared. Вона почала вивчати рекламу, зв'язки з громадськістю та моду, але незабаром їй довелося відкласти свою університетську кар'єру, тому що її обрали для однієї з головних ролей у щоденному серіалі «Таємниці Пуенте Вієхо», де вона зіграла Соледад Кастро Монтенегро.
Брала участь у виставі Mezclando colores. Серіал «Таємниці Пуенте Вієхо» був її першою роботою як актриси на малому екрані.
У 2017 році брала участь у телесеріалі Telecinco, Ella es tu padre разом з акторами Карлосом Сантосом, Марією Кастро та Рубеном Кортада. Серіал вийшов у світ 4 вересня 2017 року з хорошим сприйняттям, хоча його рейтинги потім знизились через низьку аудиторію після трансляції сьомої серії. У липні 2018 року було оголошено, що серіал транслюватиметься на FDF для показу решти серій. В кінці того ж року відбулась прем'єра Presunto culpable  разом з Мігелем Анхелем Муньосом, що транслювався на  Antena 3.
У 2019 році Алехандра Онієва зіграла головну роль Кароліни Вільянуева у іспаномовному телесеріалі виробництва Netflix та Bambú Producciones - «Відкрите море».

## Фільмографія

### Кіно
| Películas | Películas           | Películas              | Películas |                 |
| Рік       | Українська назва    | Оригінальна назва      | Роль      | Примітки        |
| --------- | ------------------- | ---------------------- | --------- | --------------- |
| 2014      | За жменю поцілунків | Por un puñado de besos | Мамен     | Другорядна роль |
| 2015      | Новачки             | Novatos                | Гледіс    | Другорядна роль |

### Телесеріали
| Series    | Series                | Series                     | Series          | Series                    |           |
| Рік       | Українська назва      | Оригінальна назва          | Канал           | Роль                      | Примітки  |
| --------- | --------------------- | -------------------------- | --------------- | ------------------------- | --------- |
| 2011-2014 | Таємниці Пуенте Вієхо | El secreto de Puente Viejo | Antena 3        | Соледад Кастро Монтенегро | 715 серій |
| 2017      | Обкладинка Sotto      | Sotto copertura            | Rai 1           | Агата Фаріна              | 1 серія   |
| 2017-2018 | Вона твій батько      | Ella es tu padre           | Telecinco / FDF | Хлоя                      | 13 серій  |
| 2018      | Припускається винним  | Presunto culpable          | Antena 3        | Анна Отксоа               | 13 серій  |
| 2019-2020 | Відкрите море         | Alta mar                   | Netflix         | Кароліна Вільянуева       | 22 серії  |